# La mandrágora (album)
La mandrágora è un album dal vivo dei cantautori spagnoli Joaquín Sabina, Javier Krahe e Alberto Pérez, pubblicato nel 1981.

## Tracce
1. Marieta – 2:56 – Javier Krahe
2. Un burdo rumor – 3:36 – Javier Krahe
3. Pongamos que hablo de Madrid – 3:57 – Joaquín Sabina
4. Pasándolo bien – 3:27 – Joaquín Sabina
5. El cormosoma – 3:09 – Javier Krahe
6. Un santo varón – 3:38 – Alberto Pérez
7. Mi ovejita Lucera – 6:06 – Alberto Pérez & Joaquín Sabina
8. Villatripas – 4:24 – Javier Krahe & Alberto Pérez
9. La tormenta – 4:46 – Alberto Pérez
10. Adivina adivinanza – 5:16 – Joaquín Sabina
11. Nos ocupamos del mar – 3:05 – Alberto Pérez
12. La hoguera – 4:17 – Javier Krahe
13. Círculos viciosos – 5:09 – Joaquín Sabina & Alberto Pérez